# Sphyraena barracuda

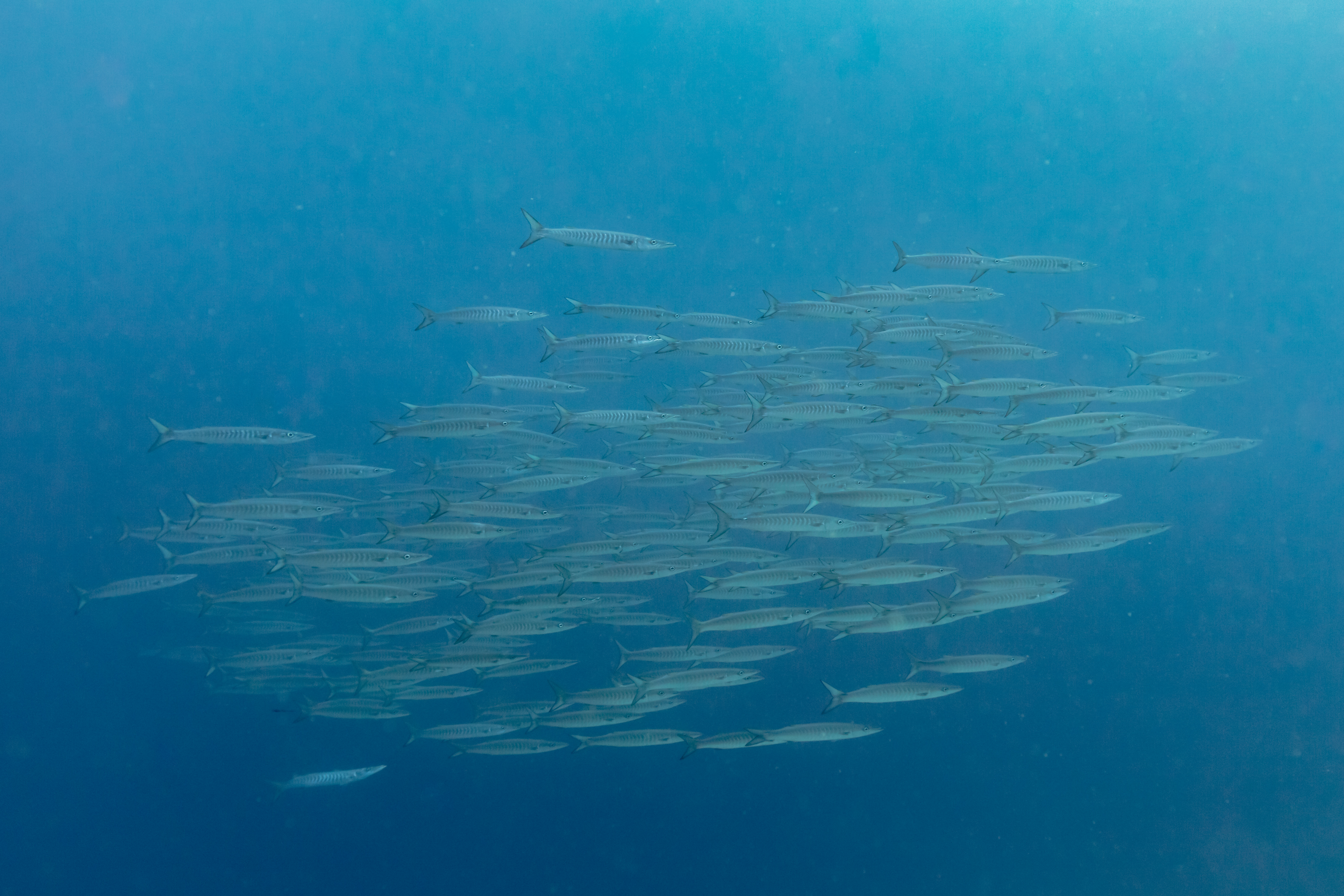
Banco de barracudas en el mar Rojo.

La gran barracuda (Sphyraena barracuda) es un pez de mar perteneciente a la familia de los esfirénidos en el orden de los perciformes. Su forma hidrodinámica de torpedo la convierte en uno de los predadores marinos más exitosos: una vez descubre algún pez o pulpo descuidado lo persigue hasta alcanzarlo, lo despedaza y se aleja; después de un rato, regresa y nada en círculos alrededor de los trozos de alimento, hasta que decide comérselos.

## Morfología
Pueden alcanzar los 200 cm de largo total. Su cuerpo es alargado y poseen una aleta caudal homocerca escotada. La aleta adiposa y la aleta anal son iguales.

## Alimentación
Se alimenta de peces, cefalópodos y gambas.

## Distribución geográfica
Se encuentran en las costas de los océanos Índico y 
Pacífico desde las costas del Mar Rojo y del África Oriental hasta las de Hawái, Islas Marquesas y Tuamotu), en el Atlántico occidental (desde Massachusetts, Bermuda y en el Mar Caribe hasta Brasil) y en el Atlántico oriental (Sierra Leona, Costa de Marfil, Togo, Nigeria, Senegal, Mauritania y Santo Tomé).